# Philémon (lexicographe du IIe siècle)
Pour les articles homonymes, voir Philémon.
Philémon dit l'Atticiste est un lexicographe d'époque impériale, dont l'activité peut être située à la fin du IIe siècle.

## Biographie
L'époque de son activité est déduite de trois indices :
a) il apparait antérieur au grammairien Oros d'Alexandrie (Ve siècle), source de George Choeroboscos, d'Eustathe et de l'Etymologicum genuinum qui citent chacun cite Philémon;
b) il est mentionné par Porphyre de Tyr (IIIe siècle) et fait référence dans ce passage à Alexandre de Cotyaion (mort vers 150);
c) il cite Aelius Aristide (mort après 185) dans un des extraits byzantins conservés de son dictionnaire. 

## Œuvres
On lui connait deux ouvrages :
- Περὶ Ἀττικῆς ἀντιλογίας, un dictionnaire des mots attiques, dont des extraits ont été préservés dans deux manuscrits[6], auxquels s'ajoutent quelques citations chez les grammairiens ultérieurs.
- Σύμμικτα (Mélanges), cité par Porphyre[4], des commentaires grammaticaux et orthographiques, dont l'extrait concerne l'historien Hérodote.